# Liste des planètes mineures non numérotées découvertes en septembre 2012
Pour un article plus général, voir Liste des planètes mineures non numérotées découvertes en 2012.
Pour un article plus général, voir Liste des planètes mineures.
Cet article dresse la liste des planètes mineures (astéroïdes, centaures, objets transneptuniens et assimilés) non numérotées découvertes en septembre 2012 dans l'ordre de leur découverte.
Au 15 janvier 2025, 661 077 des 1 434 993 planètes mineures répertoriées par le Centre des planètes mineures ne sont pas encore numérotées, soit 46,07 %.

## Rappel concernant la désignation provisoire
La désignation provisoire indique l'ordre de découverte de ces objets. En effet, cette désignation est composée de l'année de découverte (par exemple 2012) suivie de la quinzaine (demi-mois) de découverte (p.e. A = 1-15 janvier) puis de l'ordre de découverte dans cette quinzaine. Cet ordre est indiqué par une lettre et éventuellement un chiffre comme suit : A pour la première découverte, B pour la deuxième, ..., Z pour la 25e (le I n'est pas utilisé pour éviter la confusion avec 1), A1 pour la 26e, B1 pour la 27e, etc. , Z1 pour la 50e, A2 pour la 51e, B2 pour la 52e, etc. L'ordre de la numérotation ne suit donc pas l'ordre alphanumérique. 2012 AA1 suit ainsi 2012 AZ et précède 2012 AB1.

## Liste

### Du1erau 15 septembre
- 2012 RC
- 2012 RD
- 2012 RN
- 2012 RO
- 2012 RU
- 2012 RV
- 2012 RW
- 2012 RZ
- 2012 RB1
- 2012 RF1
- 2012 RL1
- 2012 RM1
- 2012 RO1
- 2012 RT1
- 2012 RE2
- 2012 RF2
- 2012 RJ2
- 2012 RK2
- 2012 RL2
- 2012 RM2
- 2012 RY2
- 2012 RB3
- 2012 RF3
- 2012 RH3
- 2012 RT3
- 2012 RV3
- 2012 RY3
- 2012 RP4
- 2012 RQ4
- 2012 RU4
- 2012 RY4
- 2012 RC5
- 2012 RM5
- 2012 RT5
- 2012 RV5
- 2012 RX5
- 2012 RA6
- 2012 RN6
- 2012 RP6
- 2012 RQ6
- 2012 RA7
- 2012 RJ7
- 2012 RC8
- 2012 RS8
- 2012 RU8
- 2012 RF9
- 2012 RM9
- 2012 RN9
- 2012 RP9
- 2012 RQ9
- 2012 RF10
- 2012 RH10
- 2012 RJ10
- 2012 RN10
- 2012 RR10
- 2012 RT10
- 2012 RU10
- 2012 RX10
- 2012 RB11
- 2012 RD11
- 2012 RH11
- 2012 RJ11
- 2012 RS11
- 2012 RY11
- 2012 RM12
- 2012 RY12
- 2012 RB13
- 2012 RP13
- 2012 RQ13
- 2012 RC14
- 2012 RD14
- 2012 RP14
- 2012 RT14
- 2012 RX14
- 2012 RA15
- 2012 RG15
- 2012 RH15
- 2012 RJ15
- 2012 RK15
- 2012 RL15
- 2012 RM15
- 2012 RN15
- 2012 RO15
- 2012 RP15
- 2012 RQ15
- 2012 RS15
- 2012 RD16
- 2012 RE16
- 2012 RG16
- 2012 RN16
- 2012 RO16
- 2012 RQ16
- 2012 RR16
- 2012 RT16
- 2012 RU16
- 2012 RV16
- 2012 RW16
- 2012 RX16
- 2012 RC17
- 2012 RF17
- 2012 RH17
- 2012 RM17
- 2012 RN17
- 2012 RQ17
- 2012 RZ17
- 2012 RB18
- 2012 RJ18
- 2012 RP18
- 2012 RQ18
- 2012 RW18
- 2012 RL19
- 2012 RW19
- 2012 RX19
- 2012 RC20
- 2012 RN20
- 2012 RW20
- 2012 RL21
- 2012 RT21
- 2012 RA22
- 2012 RF22
- 2012 RG22
- 2012 RH22
- 2012 RK22
- 2012 RM22
- 2012 RX22
- 2012 RF23
- 2012 RU23
- 2012 RX23
- 2012 RM24
- 2012 RP24
- 2012 RC25
- 2012 RE25
- 2012 RR25
- 2012 RU25
- 2012 RY25
- 2012 RM26
- 2012 RO26
- 2012 RE27
- 2012 RM27
- 2012 RS27
- 2012 RA28
- 2012 RJ28
- 2012 RH29
- 2012 RX29
- 2012 RZ29
- 2012 RH30
- 2012 RN30
- 2012 RY30
- 2012 RF31
- 2012 RK31
- 2012 RS31
- 2012 RJ32
- 2012 RE33
- 2012 RF33
- 2012 RG33
- 2012 RK33
- 2012 RL33
- 2012 RP33
- 2012 RZ33
- 2012 RC34
- 2012 RN34
- 2012 RP34
- 2012 RR34
- 2012 RB35
- 2012 RG35
- 2012 RJ35
- 2012 RU35
- 2012 RY35
- 2012 RG36
- 2012 RM36
- 2012 RN36
- 2012 RO36
- 2012 RU36
- 2012 RW36
- 2012 RX36
- 2012 RF37
- 2012 RH37
- 2012 RJ37
- 2012 RL37
- 2012 RM37
- 2012 RR37
- 2012 RH38
- 2012 RV38
- 2012 RA39
- 2012 RG39
- 2012 RP39
- 2012 RS39
- 2012 RD42
- 2012 RV42
- 2012 RX42
- 2012 RY42
- 2012 RB43
- 2012 RV44
- 2012 RW44
- 2012 RX44
- 2012 RZ44
- 2012 RE45
- 2012 RG45
- 2012 RK45
- 2012 RL45
- 2012 RM45
- 2012 RO45
- 2012 RP45
- 2012 RQ45
- 2012 RR45
- 2012 RS45
- 2012 RT45
- 2012 RU45
- 2012 RV45
- 2012 RW45
- 2012 RX45
- 2012 RY45
- 2012 RZ45
- 2012 RB46
- 2012 RG46
- 2012 RK46
- 2012 RM46
- 2012 RQ46
- 2012 RS46
- 2012 RT46
- 2012 RU46
- 2012 RV46
- 2012 RW46
- 2012 RX46
- 2012 RZ46
- 2012 RA47
- 2012 RB47
- 2012 RF47
- 2012 RG47
- 2012 RL47
- 2012 RM47
- 2012 RP47
- 2012 RR47
- 2012 RS47
- 2012 RU47
- 2012 RW47
- 2012 RX47
- 2012 RZ47
- 2012 RB48
- 2012 RE48
- 2012 RG48
- 2012 RH48
- 2012 RN48
- 2012 RO48
- 2012 RP48
- 2012 RT48
- 2012 RV48
- 2012 RW48
- 2012 RX48
- 2012 RY48
- 2012 RZ48
- 2012 RA49
- 2012 RB49
- 2012 RC49
- 2012 RD49
- 2012 RF49
- 2012 RG49
- 2012 RH49
- 2012 RK49
- 2012 RL49
- 2012 RM49
- 2012 RN49
- 2012 RO49
- 2012 RP49
- 2012 RQ49
- 2012 RR49
- 2012 RS49
- 2012 RT49
- 2012 RV49
- 2012 RW49
- 2012 RY49
- 2012 RA50
- 2012 RB50
- 2012 RC50
- 2012 RD50
- 2012 RE50
- 2012 RF50
- 2012 RG50
- 2012 RH50
- 2012 RJ50
- 2012 RK50
- 2012 RL50
- 2012 RM50
- 2012 RN50
- 2012 RO50
- 2012 RP50
- 2012 RQ50
- 2012 RR50
- 2012 RS50
- 2012 RT50
- 2012 RV50
- 2012 RX50
- 2012 RY50
- 2012 RZ50
- 2012 RA51
- 2012 RB51
- 2012 RC51
- 2012 RD51
- 2012 RE51

### Du 16 au 30 septembre
- 2012 SK
- 2012 SW
- 2012 SX
- 2012 SF1
- 2012 SJ1
- 2012 SL1
- 2012 SS1
- 2012 SX1
- 2012 SE2
- 2012 SG2
- 2012 SH2
- 2012 SN2
- 2012 SO2
- 2012 SS2
- 2012 ST2
- 2012 SU2
- 2012 SW2
- 2012 SX2
- 2012 SY2
- 2012 SZ2
- 2012 SA3
- 2012 SB3
- 2012 SC3
- 2012 SK3
- 2012 SL3
- 2012 SR3
- 2012 SS3
- 2012 SB4
- 2012 SC4
- 2012 SK4
- 2012 SV4
- 2012 SE5
- 2012 SF5
- 2012 SH5
- 2012 SN5
- 2012 SR5
- 2012 SX5
- 2012 SC6
- 2012 SG6
- 2012 SH6
- 2012 SR6
- 2012 SU6
- 2012 SV6
- 2012 SX6
- 2012 SD7
- 2012 SF7
- 2012 SH7
- 2012 SJ7
- 2012 SO7
- 2012 SC8
- 2012 SE8
- 2012 SG8
- 2012 SK8
- 2012 SL8
- 2012 SM8
- 2012 SN8
- 2012 SP8
- 2012 SQ8
- 2012 SR8
- 2012 SC9
- 2012 ST9
- 2012 SU9
- 2012 SV9
- 2012 SE10
- 2012 SL10
- 2012 SJ11
- 2012 SO11
- 2012 SP11
- 2012 SK12
- 2012 SN12
- 2012 SE13
- 2012 SK13
- 2012 SP13
- 2012 SR13
- 2012 SZ13
- 2012 SA14
- 2012 SB14
- 2012 SE14
- 2012 SJ14
- 2012 SS14
- 2012 SV14
- 2012 SD15
- 2012 SF15
- 2012 SQ15
- 2012 SY15
- 2012 SD16
- 2012 SK16
- 2012 SL16
- 2012 SC17
- 2012 SE17
- 2012 SL17
- 2012 SR17
- 2012 SE18
- 2012 SH18
- 2012 SK18
- 2012 SR18
- 2012 SH19
- 2012 SA20
- 2012 SC20
- 2012 SD20
- 2012 SV20
- 2012 SX20
- 2012 SY20
- 2012 SD21
- 2012 SO21
- 2012 ST21
- 2012 SY21
- 2012 SA22
- 2012 SB22
- 2012 SE22
- 2012 SJ22
- 2012 SK22
- 2012 SL22
- 2012 SO22
- 2012 SZ22
- 2012 SG23
- 2012 SK23
- 2012 SO23
- 2012 SV23
- 2012 SX23
- 2012 SF24
- 2012 SJ24
- 2012 SN24
- 2012 SS24
- 2012 SU24
- 2012 SV24
- 2012 SY24
- 2012 SB25
- 2012 SC25
- 2012 SJ25
- 2012 SK25
- 2012 SR25
- 2012 SU25
- 2012 SB26
- 2012 SD26
- 2012 SK26
- 2012 SL26
- 2012 ST26
- 2012 SW26
- 2012 SY26
- 2012 SC27
- 2012 SD27
- 2012 SE27
- 2012 SL27
- 2012 SE28
- 2012 SK28
- 2012 SW28
- 2012 SD29
- 2012 SE29
- 2012 SO29
- 2012 SU29
- 2012 SX29
- 2012 SY29
- 2012 SD30
- 2012 SH30
- 2012 SJ30
- 2012 SN31
- 2012 SP31
- 2012 ST31
- 2012 SW31
- 2012 SE32
- 2012 SF32
- 2012 SG32
- 2012 SH32
- 2012 SJ32
- 2012 SQ32
- 2012 SR32
- 2012 SS32
- 2012 SG33
- 2012 SX33
- 2012 SG34
- 2012 SH34
- 2012 SW34
- 2012 SX34
- 2012 SA35
- 2012 SJ35
- 2012 SL35
- 2012 SS35
- 2012 SX35
- 2012 SC36
- 2012 SE36
- 2012 SH36
- 2012 SJ36
- 2012 SL36
- 2012 SM36
- 2012 SN36
- 2012 ST36
- 2012 SD37
- 2012 SE37
- 2012 SG37
- 2012 SJ37
- 2012 SL37
- 2012 SN37
- 2012 ST37
- 2012 SX37
- 2012 SZ37
- 2012 SA38
- 2012 SC38
- 2012 SH38
- 2012 SP38
- 2012 SR38
- 2012 ST38
- 2012 SU38
- 2012 SV38
- 2012 SX38
- 2012 SA39
- 2012 SB39
- 2012 SE39
- 2012 SJ39
- 2012 SB40
- 2012 SG40
- 2012 SL40
- 2012 SX40
- 2012 SG41
- 2012 SJ41
- 2012 SK41
- 2012 SN41
- 2012 SR41
- 2012 SS41
- 2012 SX41
- 2012 SZ41
- 2012 SB42
- 2012 SG42
- 2012 SR42
- 2012 SS42
- 2012 ST42
- 2012 SO43
- 2012 SQ43
- 2012 SU43
- 2012 SV43
- 2012 SA44
- 2012 SG44
- 2012 SH44
- 2012 SL44
- 2012 SO44
- 2012 SS44
- 2012 SU44
- 2012 SY44
- 2012 SN45
- 2012 SS45
- 2012 SU45
- 2012 SV45
- 2012 SC46
- 2012 SD46
- 2012 SF46
- 2012 SH46
- 2012 SJ46
- 2012 SK46
- 2012 SQ46
- 2012 SV46
- 2012 SW46
- 2012 SY46
- 2012 SE47
- 2012 SW47
- 2012 SX47
- 2012 SY47
- 2012 SB48
- 2012 SD48
- 2012 SG48
- 2012 SK48
- 2012 SO48
- 2012 SP48
- 2012 SQ48
- 2012 SC49
- 2012 SH49
- 2012 SM49
- 2012 SP49
- 2012 SR49
- 2012 SW49
- 2012 SX49
- 2012 SY49
- 2012 SZ49
- 2012 SA50
- 2012 SD50
- 2012 SK50
- 2012 SL50
- 2012 SM50
- 2012 SO50
- 2012 SQ50
- 2012 SU50
- 2012 SV50
- 2012 SX50
- 2012 SA51
- 2012 SH51
- 2012 SK51
- 2012 SL51
- 2012 SN51
- 2012 SP51
- 2012 SV51
- 2012 SV52
- 2012 SG53
- 2012 SN53
- 2012 SO53
- 2012 SP53
- 2012 SQ53
- 2012 SR53
- 2012 SS53
- 2012 SD54
- 2012 SO54
- 2012 SU54
- 2012 SV54
- 2012 SW54
- 2012 SB55
- 2012 SC55
- 2012 SN55
- 2012 SP55
- 2012 SR55
- 2012 ST55
- 2012 SV55
- 2012 SN56
- 2012 SR56
- 2012 SS56
- 2012 ST56
- 2012 SU56
- 2012 SA57
- 2012 SB57
- 2012 SE57
- 2012 SH57
- 2012 SN57
- 2012 SR57
- 2012 SW57
- 2012 SZ57
- 2012 SE58
- 2012 SF58
- 2012 SG58
- 2012 SH58
- 2012 SJ58
- 2012 SY58
- 2012 SA59
- 2012 SH59
- 2012 SQ59
- 2012 SU59
- 2012 SW59
- 2012 SE60
- 2012 SH60
- 2012 SN60
- 2012 SQ60
- 2012 SS60
- 2012 SX60
- 2012 SC61
- 2012 SX61
- 2012 SB62
- 2012 SH62
- 2012 SK62
- 2012 SQ62
- 2012 SR62
- 2012 SY62
- 2012 SD63
- 2012 SJ63
- 2012 SL63
- 2012 SP63
- 2012 SQ63
- 2012 SR63
- 2012 ST63
- 2012 SY63
- 2012 SL64
- 2012 SR64
- 2012 SW64
- 2012 SK65
- 2012 SL65
- 2012 SM65
- 2012 SP65
- 2012 ST65
- 2012 SZ65
- 2012 SB66
- 2012 SL66
- 2012 SA67
- 2012 SB67
- 2012 SE67
- 2012 SG67
- 2012 SH67
- 2012 SJ67
- 2012 SK67
- 2012 SM67
- 2012 SN67
- 2012 SQ67
- 2012 SR67
- 2012 SS67
- 2012 ST67
- 2012 SU67
- 2012 SV67
- 2012 SW67
- 2012 SX67
- 2012 SB68
- 2012 SQ68
- 2012 SC69
- 2012 SW69
- 2012 SF70
- 2012 SS70
- 2012 SW70
- 2012 SX70
- 2012 SY70
- 2012 SZ70
- 2012 SD71
- 2012 SE71
- 2012 SL71
- 2012 SS71
- 2012 SY72
- 2012 SA73
- 2012 SB73
- 2012 SF73
- 2012 SS73
- 2012 SU73
- 2012 SV73
- 2012 SY73
- 2012 SA74
- 2012 SB74
- 2012 SC74
- 2012 SF74
- 2012 SG74
- 2012 SH74
- 2012 SJ74
- 2012 SL74
- 2012 SN74
- 2012 SO74
- 2012 SP74
- 2012 SS74
- 2012 ST74
- 2012 SV74
- 2012 SW74
- 2012 SY74
- 2012 SZ74
- 2012 SA75
- 2012 SD75
- 2012 SE75
- 2012 SH75
- 2012 SK75
- 2012 SL75
- 2012 SM75
- 2012 SN75
- 2012 SO75
- 2012 SQ75
- 2012 SR75
- 2012 ST75
- 2012 SV75
- 2012 SW75
- 2012 SX75
- 2012 SY75
- 2012 SA76
- 2012 SC76
- 2012 SD76
- 2012 SE76
- 2012 SF76
- 2012 SG76
- 2012 SH76
- 2012 SK76
- 2012 SL76
- 2012 SM76
- 2012 SO76
- 2012 SP76
- 2012 SQ76
- 2012 SR76
- 2012 SS76
- 2012 ST76
- 2012 SU76
- 2012 SV76
- 2012 SW76
- 2012 SX76
- 2012 SY76
- 2012 SZ76
- 2012 SA77
- 2012 SB77
- 2012 SC77
- 2012 SE77
- 2012 SF77
- 2012 SG77
- 2012 SH77
- 2012 SJ77
- 2012 SK77
- 2012 SL77
- 2012 SM77
- 2012 SN77
- 2012 SO77
- 2012 SQ77
- 2012 SR77
- 2012 ST77
- 2012 SU77
- 2012 SX77
- 2012 SY77
- 2012 SZ77
- 2012 SA78
- 2012 SC78
- 2012 SE78
- 2012 SF78
- 2012 SG78
- 2012 SH78
- 2012 SJ78
- 2012 SK78
- 2012 SL78
- 2012 SM78
- 2012 SN78
- 2012 SO78
- 2012 SP78
- 2012 SQ78
- 2012 SR78
- 2012 SS78
- 2012 ST78
- 2012 SU78
- 2012 SV78
- 2012 SW78
- 2012 SX78
- 2012 SY78
- 2012 SZ78
- 2012 SA79
- 2012 SC79
- 2012 SD79
- 2012 SF79
- 2012 SG79
- 2012 SJ79
- 2012 SK79
- 2012 SL79
- 2012 SM79
- 2012 SO79
- 2012 ST79
- 2012 SU79
- 2012 SW79
- 2012 SY79
- 2012 SZ79
- 2012 SD80
- 2012 SE80
- 2012 SF80
- 2012 SK80
- 2012 SM80
- 2012 SN80
- 2012 SO80
- 2012 SQ80
- 2012 SR80
- 2012 SS80
- 2012 SW80
- 2012 SA81
- 2012 SB81
- 2012 SC81
- 2012 SD81
- 2012 SE81
- 2012 SF81
- 2012 SG81
- 2012 SJ81
- 2012 SK81
- 2012 SL81
- 2012 SM81
- 2012 SN81
- 2012 SO81
- 2012 SP81
- 2012 SQ81
- 2012 SS81
- 2012 ST81
- 2012 SU81
- 2012 SW81
- 2012 SZ81
- 2012 SB82
- 2012 SC82
- 2012 SD82
- 2012 SE82
- 2012 SF82
- 2012 SG82
- 2012 SH82
- 2012 SJ82
- 2012 SK82
- 2012 SL82
- 2012 SN82
- 2012 SO82
- 2012 SQ82
- 2012 SR82
- 2012 SS82
- 2012 SW82
- 2012 SY82
- 2012 SZ82
- 2012 SA83
- 2012 SB83
- 2012 SC83
- 2012 SD83
- 2012 SF83
- 2012 SG83
- 2012 SH83
- 2012 SJ83
- 2012 SK83
- 2012 SL83
- 2012 SM83
- 2012 SQ83
- 2012 SR83
- 2012 SS83
- 2012 ST83
- 2012 SV83
- 2012 SW83
- 2012 SX83
- 2012 SY83
- 2012 SA84
- 2012 SB84
- 2012 SC84
- 2012 SD84
- 2012 SE84
- 2012 SF84
- 2012 SG84
- 2012 SK84
- 2012 SL84
- 2012 SM84
- 2012 SN84
- 2012 SO84
- 2012 SP84
- 2012 SQ84
- 2012 SR84
- 2012 SS84
- 2012 ST84
- 2012 SU84
- 2012 SW84
- 2012 SY84
- 2012 SC85
- 2012 SE85
- 2012 SG85
- 2012 SK85
- 2012 SL85
- 2012 SM85
- 2012 SN85
- 2012 ST85
- 2012 SW85
- 2012 SY85
- 2012 SZ85
- 2012 SC86
- 2012 SD86
- 2012 SE86
- 2012 SF86
- 2012 SG86
- 2012 SH86
- 2012 SK86
- 2012 SL86
- 2012 SS86
- 2012 SU86
- 2012 SB87
- 2012 SC87
- 2012 SD87
- 2012 SH87
- 2012 SJ87
- 2012 SK87
- 2012 SL87
- 2012 SM87
- 2012 SN87
- 2012 SR87
- 2012 SW87
- 2012 SX87
- 2012 SZ87
- 2012 SA88
- 2012 SG88
- 2012 SH88
- 2012 SK88
- 2012 SL88
- 2012 SN88
- 2012 SP88
- 2012 SY88
- 2012 SB89
- 2012 SE89
- 2012 SH89
- 2012 SJ89
- 2012 SK89
- 2012 SL89
- 2012 SM89
- 2012 SN89
- 2012 SO89
- 2012 SP89
- 2012 SQ89
- 2012 SS89
- 2012 SW89
- 2012 SY89
- 2012 SZ89
- 2012 SA90
- 2012 SB90
- 2012 SC90
- 2012 SD90
- 2012 SE90
- 2012 SF90
- 2012 SG90
- 2012 SH90
- 2012 SJ90
- 2012 SK90
- 2012 SM90
- 2012 SN90
- 2012 SO90
- 2012 SQ90
- 2012 SR90
- 2012 SS90
- 2012 ST90
- 2012 SU90
- 2012 SE91
- 2012 SF91
- 2012 SG91
- 2012 SH91
- 2012 SJ91
- 2012 SK91
- 2012 SL91
- 2012 SM91
- 2012 SN91
- 2012 SP91
- 2012 SQ91
- 2012 SS91
- 2012 ST91
- 2012 SU91
- 2012 SY91
- 2012 SZ91
- 2012 SA92
- 2012 SB92
- 2012 SC92
- 2012 SD92
- 2012 SJ92
- 2012 SM92
- 2012 SO92
- 2012 SS92
- 2012 SU92
- 2012 SX92
- 2012 SY92
- 2012 SA93
- 2012 SE93
- 2012 SG93
- 2012 SJ93
- 2012 SK93
- 2012 SM93
- 2012 SO93
- 2012 SP93
- 2012 SU93
- 2012 SV93
- 2012 SW93
- 2012 SY93
- 2012 SB94
- 2012 SC94
- 2012 SD94
- 2012 SE94
- 2012 SH94
- 2012 SK94
- 2012 SL94
- 2012 SM94
- 2012 SN94
- 2012 SP94
- 2012 SQ94
- 2012 SR94
- 2012 ST94
- 2012 SW94
- 2012 SX94
- 2012 SY94
- 2012 SZ94
- 2012 SA95
- 2012 SB95
- 2012 SC95
- 2012 SE95
- 2012 SF95
- 2012 SR95
- 2012 SS95
- 2012 ST95
- 2012 SU95
- 2012 SV95
- 2012 SX95
- 2012 SY95
- 2012 SA96
- 2012 SB96
- 2012 SC96
- 2012 SD96
- 2012 SE96
- 2012 SF96
- 2012 SG96
- 2012 SH96
- 2012 SK96
- 2012 SL96
- 2012 SM96
- 2012 SO96
- 2012 SP96
- 2012 SQ96
- 2012 SS96
- 2012 ST96
- 2012 SU96
- 2012 SW96
- 2012 SX96
- 2012 SZ96
- 2012 SA97
- 2012 SB97
- 2012 SC97
- 2012 SD97
- 2012 SE97
- 2012 SF97
- 2012 SG97
- 2012 SH97
- 2012 SL97
- 2012 SN97
- 2012 SO97
- 2012 SQ97
- 2012 SR97
- 2012 SS97
- 2012 ST97
- 2012 SU97
- 2012 SV97
- 2012 SW97
- 2012 SX97
- 2012 SY97
- 2012 SZ97
- 2012 SA98
- 2012 SB98
- 2012 SC98
- 2012 SD98
- 2012 SE98
- 2012 SF98
- 2012 SG98
- 2012 SH98
- 2012 SJ98
- 2012 SK98
- 2012 SL98
- 2012 SM98
- 2012 SN98
- 2012 SO98
- 2012 SP98
- 2012 SR98
- 2012 SS98
- 2012 ST98
- 2012 SU98
- 2012 SX98
- 2012 SY98
- 2012 SZ98
- 2012 SA99
- 2012 SB99
- 2012 SC99
- 2012 SD99
- 2012 SE99
- 2012 SG99
- 2012 SH99
- 2012 SJ99
- 2012 SK99
- 2012 SL99
- 2012 SM99
- 2012 SO99
- 2012 SQ99
- 2012 SR99
- 2012 SS99
- 2012 ST99
- 2012 SU99
- 2012 SV99
- 2012 SW99
- 2012 SX99
- 2012 SZ99
- 2012 SB100
- 2012 SC100
- 2012 SD100
- 2012 SE100
- 2012 SF100
- 2012 SG100
- 2012 SH100
- 2012 SJ100
- 2012 SK100
- 2012 SL100
- 2012 SM100
- 2012 SN100
- 2012 SO100
- 2012 SP100
- 2012 SQ100
- 2012 SR100
- 2012 ST100
- 2012 SU100
- 2012 SW100
- 2012 SX100
- 2012 SY100
- 2012 SZ100
- 2012 SA101
- 2012 SB101
- 2012 SD101
- 2012 SE101
- 2012 SF101
- 2012 SG101
- 2012 SH101
- 2012 SJ101
- 2012 SK101
- 2012 SL101
- 2012 SM101
- 2012 SO101
- 2012 SQ101
- 2012 SR101
- 2012 SS101
- 2012 ST101
- 2012 SV101
- 2012 SY101
- 2012 SZ101
- 2012 SA102
- 2012 SC102
- 2012 SE102
- 2012 SF102
- 2012 SG102
- 2012 SH102
- 2012 SJ102
- 2012 SK102
- 2012 SL102
- 2012 SM102
- 2012 SN102
- 2012 SP102
- 2012 SQ102
- 2012 SR102
- 2012 ST102
- 2012 SU102
- 2012 SV102
- 2012 SW102
- 2012 SY102
- 2012 SZ102
- 2012 SA103
- 2012 SB103
- 2012 SC103
- 2012 SD103
- 2012 SE103
- 2012 SF103
- 2012 SG103
- 2012 SJ103
- 2012 SK103
- 2012 SL103
- 2012 SM103
- 2012 SO103
- 2012 SP103
- 2012 SQ103
- 2012 SR103
- 2012 ST103
- 2012 SW103
- 2012 SY103
- 2012 SZ103
- 2012 SA104
- 2012 SB104
- 2012 SC104
- 2012 SD104
- 2012 SE104
- 2012 SF104
- 2012 SG104
- 2012 SH104
- 2012 SJ104
- 2012 SK104
- 2012 SL104
- 2012 SM104
- 2012 SN104
- 2012 SO104
- 2012 SR104
- 2012 SS104
- 2012 ST104
- 2012 SU104
- 2012 SV104
- 2012 SW104
- 2012 SX104
- 2012 SZ104
- 2012 SA105
- 2012 SB105
- 2012 SC105
- 2012 SD105
- 2012 SF105
- 2012 SH105
- 2012 SJ105
- 2012 SK105
- 2012 SL105
- 2012 SM105
- 2012 SO105
- 2012 SP105
- 2012 SQ105
- 2012 SR105
- 2012 SS105
- 2012 ST105
- 2012 SU105
- 2012 SW105
- 2012 SX105
- 2012 SY105
- 2012 SZ105
- 2012 SC106
- 2012 SD106
- 2012 SE106
- 2012 SG106
- 2012 SH106
- 2012 SJ106
- 2012 SK106
- 2012 SL106
- 2012 SM106
- 2012 SN106
- 2012 SO106
- 2012 SP106
- 2012 SQ106
- 2012 SR106
- 2012 SS106
- 2012 ST106
- 2012 SU106
- 2012 SV106
- 2012 SW106
- 2012 SX106
- 2012 SY106
- 2012 SZ106
- 2012 SA107
- 2012 SB107
- 2012 SC107
- 2012 SD107
- 2012 SE107
- 2012 SF107
- 2012 SG107
- 2012 SJ107
- 2012 SK107
- 2012 SL107
- 2012 SM107
- 2012 SN107
- 2012 SO107
- 2012 SP107
- 2012 SQ107
- 2012 SR107
- 2012 SS107
- 2012 ST107
- 2012 SU107
- 2012 SV107
- 2012 SW107
- 2012 SX107
- 2012 SY107
- 2012 SZ107
- 2012 SA108
- 2012 SB108
- 2012 SD108
- 2012 SE108
- 2012 SF108
- 2012 SG108
- 2012 SH108
- 2012 SJ108
- 2012 SK108
- 2012 SL108
- 2012 SM108
- 2012 SN108
- 2012 SO108
- 2012 SP108
- 2012 SQ108
- 2012 SR108
- 2012 SS108
- 2012 ST108
- 2012 SU108
- 2012 SV108
- 2012 SW108
- 2012 SX108
- 2012 SY108
- 2012 SA109
- 2012 SB109
- 2012 SC109
- 2012 SD109
- 2012 SE109
- 2012 SF109
- 2012 SG109
- 2012 SH109
- 2012 SJ109
- 2012 SK109
- 2012 SL109
- 2012 SM109